# Iridopteridales
Die Iridopteridales sind eine ausgestorbene Pflanzengruppe, die nahe der Basis der Farne steht. 

## Merkmale
Die Vertreter zeichnen sich durch eine stark zerklüftete, gerippte Protostele aus, die dauerhafte Protoxylem-Stränge aufweist. Die Leitbündel zweigen in Wirteln ab. Die Verzweigung erfolgt iterativ, das Verzweigungsmuster wiederholt sich also mehrmals in den Seitenzweigen höherer Ordnung. An den Knoten werden zwei Typen von Seitenachsen gebildet, von denen jede mit einer einzelnen Leitbündelspur versorgt wird, die aus einer Rippe der Stele entspringt. Das Xylem ist mesarch, die größten Tracheiden befinden sich dabei nahe dem Zentrum der Xylemrippen. Das Hauptmerkmal, durch das sich die Iridopteridales von den ansonsten ähnlichen Pseudosporochnales unterscheiden, ist die Entstehung der Leitbündelspur an der Stelen-Rippe. 

## Systematik
Die systematische Position der Iridopteridales ist unklar. Sie stehen nahe der Basis der Farne. Von Taylor, Taylor und Krings (2009) werden sie mit den Pseudosporochnales in die Cladoxylopsida gestellt. 
Arachnoxylon
Arachnoxylon ist eine Gattung von anatomisch erhaltenen Stelen-Fragmenten. Se besitzen eine gerippte Protostele, die nur aus primärem Gewebe besteht. Im Querschnitt steht am Ende jeden Xylemarmes ein Strang Protoxylem oder eine Höhle, die einer peripheren Schlaufe entspricht. Von den Blattspuren gibt es drei Arten, die sich in Größe und Position unterscheiden. Die Seitenachsen stehen in Wirteln. Das primäre Xylem ist mesarch, die Sekundärwand der Tracheiden ist leiterartig oder runde bis elliptische Hoftüpfel. Es gibt zwei Arten, Arachnoxylon kopfii (Givetium von New York) und Arachnoxylon minor.
Compsocradus
Compsocradus stammt aus dem mittleren bis späten Devon und ähnelt Arachnoxylon. Die Funde werden als pseudomonopodial mit aufrechten Zweigen erster Ordnung interpretiert. Die letzten Anhängsel sind zurückgebogen. Die fertilen enden in paarigen Sporangien. Fertile wie sterile Anhängsel stehen in Wirteln, bei den fertilen stehen bis zu 64 an einem Wirtel. Sporen sind nicht bekannt. Die Stele besteht aus sechs Rippen primären Xylems, fon denen jede einen Strang Protoxylem an der Spitze trägt. Die Tracheiden besitzen einreihige, runde bis ovale Hoftüpfel.
 Iridopteris
Iridopteris besitzt eine fünfrippige Protostele mit mesarchem Xylem. Iridopteris eriensis besitzt Achsen mit über 5,5 cm Durchmesser und zeigt zwei Typen von Blattspuren. Die kleineren sind im Querschnitt rund und entstehen durch radiale Teilung am Rand der primären Rippen. Die größeren Spuren sind elliptisch und tragen an jedem Ende einen Protoxylem-Strang. Iridopteris ähnelt Arachnoxylon, unterscheidet sich aber durch die Bilateralsymmetrie und die geringere Größe von dieser.
Metacladophyton
Metacladophyton aus dem Givetium von China besitzt wirtelige Seitenachsen erster Ordnung mit zwei bis sieben Achsen pro Wirtel. Die Stämme haben einen Durchmesser von 1,5 cm, das gelappte primäre Xylem bildet eine U-förmige Stele
Ibyka
Ibyka amphikoma stammt aus dem mittleren Devon und wurde zunächst zu den Sphenophyta gerechnet, erst später wurde sie zu den Iridopteridales gestellt. Die Pflanze besitzt ein monopodiales Verzweigungssystem mit wirtelig stehenden Seitenachsen. Die Anhängsel werden an mehreren Ordnungen von Seitenachsen gebildet. Die Pflanze ist mit zierlichen Haaren besetzt. Das Gefäßsystem besteht aus einer dreilappigen Stele. Einige der Arme verzweigen sich gabeligund bilden rundliche Blattspuren. Nahe der Spitze der Xylemlappen sitzen Protoxylem-Tracheiden und -Parenchym und bilden ein ausdauerndes Protoxylem. Die Sporangien an den letzten Ästen sind eiförmig und rund 1 mm lang. Eine ebenfalls aus dem Mitteldevon stammende, ursprünglich in eine eigene Gattung Hyenia gestellte Art wurde 2005 als Ibyka vogtii ebenfalls in diese Gattung transferiert. 
Serripteris
Serripteris aus dem mittleren Tournaisium von Südfrankreich wird provisorisch zu den Iridopteridales gerechnet. Sie besitzt mehrere Ordnungen von Seitenachsen. Die Stele ist vierrippig und mesarch. 
Asteropteris
Astopteris aus dem späten Devon hat eine sternförmig Protostele mit auffälligen Protoxylem-Strängen. 
Anapaulia
Anapaulia moodyi aus dem mittleren bis späten Devon Venezuelas wird provisorisch zu den Iridopteridales gerechnet. Es wird als monopodiale Pflanze mit Seitenästen in Pseudowirteln rekonstruiert. Die letzten Seitenzweige haben zurückgebogene Spitzen. Die Sporangien sind elliptisch. Die ganze Pflanze ist mit zierlichen Stacheln besetzt.
Rotoxylon
Rotoxylon dawsonii aus dem späten Devon besitzt ein variables Xylem. Die Xylem-Reifung erfolgt mesarch, an der Spitze jedes Xylemarmes stehen ein bis drei dauerhafte Protoxylem-Stränge. Die Tracheiden haben elliptische bis längliche Hoftüpfel. Die Einordnung zu den Iridopteridales ist nicht gesichert, die Art könnte auch zu den Pseudosporochnales gehören.

## Belege
- Thomas N. Taylor, Edith L. Taylor, Michael Krings: Paleobotany. The Biology and Evolution of Fossil Plants. Second Edition, Academic Press 2009, ISBN 978-0-12-373972-8, S. 398–400.